# La Sagne
Pour les articles homonymes, voir La Sagne (homonymie).
La Sagne est une commune suisse du canton de Neuchâtel, située dans la région Montagnes.

## Géographie

Vue aérienne (1949).

La Sagne mesure 25,55 km2. cette superficie correspond pour 3,1 % à des surfaces d'habitat ou d'infrastructure, pour 59,7 % à des surfaces agricoles, pour 36,9 % à des surfaces boisées et pour 0,2 % à des surfaces improductives.
La commune est limitrophe de La Chaux-de-Fonds, Val-de-Ruz, Rochefort, Brot-Plamboz, Les Ponts-de-Martel et Le Locle.
| Le Locle            |           | La Chaux-de-Fonds |
| Les Ponts-de-Martel | La Sagne  |                   |
| Brot-Plamboz        | Rochefort | Val-de-Ruz        |

## Histoire
Historiquement située dans la seigneurie de Valangin, La Sagne est connue depuis le XIVe siècle. De nombreuses franchises sont accordées à ses habitants à partir de 1363 par Jean d'Arberg, seigneur de Valangin. Durant les guerres de Bourgogne en 1476, les habitants de La Sagne ainsi que ceux du Locle se placent sous la protection de Berne.
La fontaine de la place du village est construite au XVIIIe siècle, mise en service en 1721 et déplacée à son lieu actuel en 1812 afin de construire la route qui mène au Locle sur son précédent emplacement. Cette fontaine est composée de quatre bassins dont chacun avait son utilité spécifique. Le premier bassin servait à récolter l'eau provenant directement de la source et était réservé au bétail, alors que le dernier permettait aux habitants du quartier de faire leurs lessives.

## Politique
La vie politique s'organise autour d'un conseil communal de cinq membres et du conseil général, formé lui de 21 membres élus pour une période de quatre ans.

## Population

### Gentilé
Les habitants de la commune se nomment les Sagnards.

### Démographie
La Sagne compte 1 069 habitants fin 2022. Sa densité de population atteint 42 hab./km2. 
Le graphique suivant résume l'évolution de la population de La Sagne entre 1850 et 2008 :

## Gentilé
Les habitants de La Sagne sont appelés des Sagnards.

## Sites d'intérêts
Le sentier des statues est situé au sud de La Sagne, à Marmoud. Il consiste en un sentier forestier balisé agrémenté de plus de 100 statues taillées dans le bois
Le Temple de La Sagne, une église en style gothique tardif dédiée primitivement à sainte Catherine. Elle a donné lieu, en 1999, à une réflexion préalable sur le 500e anniversaire de la Réforme, la communauté de La Sagne ayant été réorganisée en paroisse et mairie en 1499.
Le musée régional de La Sagne, qui permet de découvrir l'histoire du village, son intégration dans la canton.
Le Grison, aussi appelé « bloc erratique », est une roche de 4,80 m de longueur, 3 m de largeur et 1,60 m de hauteur qui représente un volume de 18 mètres cubes. Ce rocher gît en plein champ à la suite de son cheminement de plusieurs centaines de kilomètres lors de l'avant-dernière glaciation. Il est protégé par un arrêté du Conseil d'État depuis le 24 octobre 1910.
Le parc naturel de la Roche aux Crocs domine le paysage et est un lieu très apprécié des connaisseurs. Les animaux peuvent y vivre sans clôture et il est possible d'observer des chamois, chevreuils, renards et des lièvres. De très nombreux oiseaux peuvent aussi être observés.